# Pasargad
Pasargad (Pâsârgâd, perz. پاسارگاد) je eno od glavnih mest Perzijskega cesarstva v dobi vladavine iranske dinastije Ahemenidov. Bil je administrativno središče in letovišče perzijskih vladarjev Kira Velikega (550–529 pr. n. št.) in Kambiza II., medtem ko je Darej I. Veliki ob koncu 6. stoletja pr. n. št. prenesel glavno mesto v Perzepolis. Pasargad je danes pomembno arheološko najdišče in eden od dvanajst Unescovih spomenikov svetovne dediščine v Iranu.

## Etimologija
V skladu z elamskim klinopisom, najdenim v Perzepolisu, se je Pasargad imenoval Batrakataš ali Pâthragâda (Perzijski vrt) v staroperzijskem jeziku, današnje ime ima koren v grški izpeljanki. Menijo da grška beseda za raj paradeisos izhaja od imena mesta Pasargada, ki je bil poznan v antičnem svetu po prelepih vrtovih.

## Lokacija
Mesto Pasargad leži nedaleč stran od današnjega mesta Širaz v provinci Fars, v današnjem Iranu. Od Perzepolisa, ki je bil zgrajen trideset let kasneje, je oddaljen vsega 43 km.

## Zgodovina

### Perzijska plemena
Področja okoli antičnega mesta Pasargada so bila verjetno naseljena s perzijskimi plemeni že ped dobo Kira Velikega, ki ga smatrajo za ustanovitelja mesta. Tej teoriji gredo v prid dela antičnih grških piscev, ki omenjajo Ahemena in njegovo pleme Pasargada. Obstoji tudi možnost, da je Kir mesto poimenoval po svojem glavnem plemenu, enem od 10 do 15 perzijskih plemen iz te regije. Glede na to, da je področje okoli mesta plodna in z gorami zaščitena dolina (15 km dolga in 3 km široka) skozi katero teče reka, je imela lokacija odlične pogoje za naseljevanje ljudi.

### Glavno mesto Perzije
Pasargad je bilo prvo glavno mesto Perzijskega cesarstva. Ustanovil ga je slavni Kir Veliki, začetnik Perzijskega cesarstva in dinastije Ahemenidov. Zgodovinar Strabon trdi, da je Kir izbral to lokacijo zaradi političnih razlogov, ker je tukaj porazil Medijce (Obleganje pasargadskega hriba in Bitka pri Pasargadu), kot tudi, da je izbira lokacije estetski razlog, ker je dolina nekoliko povišana in obkrožena z vseh strani z gorami. Gradnja se je začela leta 546 pr. n. št. ali kasneje. Hitro je postal središče cesarstva, ki se je raztezalo preko celotnega današnjega azijskega dela Bližnjega vzhoda; od Male Azije na zahodu do Indije na vzhodu. Ne samo kot administrativno središče, Pasargad je služil tudi kot letovišče perzijskemu vladarju, zato so v njem zgradili številne vrtove ter sofisticiran sistem namakanja s pomočjo kanatov. Mesto je dal kasneje nadgraditi tudi Kirov sin Kambiz II., ki je večino svojega življenja preživel za širjenje Perzijskega cesarstva v Afriki, posebno v Egiptu. Pasargad je bil glavno mesto vse do prihoda Dareja I. Velikega (522 pr. n. št.), ki je dal zgraditi najprej Suzo in novo mesto, ki bo spominjalo na njegovo ime, veličastni Perzepolis.  Darej je Pasargad (skupaj s Perzepolisom in Suzo) povezal s Kraljevsko cesto z lidijskim mestom Sarde v Mali Aziji.

### Kirova grobnica
Najvažnejši del kompleksa v mestu Pasargad je grobnica Kira Velikega. Sestoji iz šest velikih stopnic, ki vodijo do glavne grobnice dimenzij 3,17 x 2,11 metrov in višine 2,11 m. Streha je zgrajena kot dvokapnica, vhod v grobnico je nizek in ozek. Obstajajo sumničenja, da to morda ni grobnica Kira Velikega, saj grški zgodovinarji trdijo, da je Aleksander Makedonski verjel, da gre za grobnico Kira Velikega. Potem ko je oropal in uničil Perzepolis, se je šel poklonit na grob Kira Velikega v Pasargad. Navajajo, da je Aleksander ukazal obnovo grobnice in kaznoval tiste, ki so jo poskušali poškodovati. Zgodovinar Arijan v 2. stoletju n. št. piše, da je Aleksander ukazal Aristobulu, enem od njegovih poveljnikov, da vstopi v grobnico, kjer je našel zlato posteljo, mizo s posodo za pitje, zlato krsto in ornamente z dragim kamenjem, ki so vsebovali zapise o grobnici. Noben od teh predmetov se ni ohranil do danes, a o pomenu teksta iz grobnice še danes razpravljajo. Strabon je napisal, da tekst govori naslednje:
Mimoidoči, sem Kir, ki je ustvaril Perzijski imperij in sem bil kralj Azije.
Ne zavidaj mi na tem spomeniku.
Druga oblika istega teksta je zapisana v delu »Perzija: Nesmrtno kraljestvo« in pravi:
Mimoidoči, sem Kir, ki je ustvaril Perzijski imperij in sem bil kralj Azije.
Ne zavidaj mi na tem kosu zemlje, ki prekriva moje telo.
Grobnica Kirovega sina Kambiza II. je bila najdena leta 2006.

### Legende
Legenda pravi, da je v dobi islamskega osvajanja Irana arabska vojska hotela grobnico uničiti, a je tamkajšnje prebivalstvo prepričalo arabske poveljnike, da to ni grobnica Kira Velikega, temveč grobnica matere kralja Salomona, kar naj bi prizaneslo rušenju. Rezultat tega naj bila zamenjava napisa na grobnici s citatom iz Korana in grobnica je postala poznana kot Qabr-e Madar-e Sulaiman (grobnica Salomonove matere). Pod tem imenom je poznana tudi danes.

### Moderna doba
Danes od nekoč veličastnega kompleksa v Pasargadu stoje samo ruševine, njegove vrtove je uničil čas, številni potresi in osvajalska rušenja Makedoncev, Arabcev in posebno Mongolov. Zaradi izgradnje jezu in umetnega jezera v bližini Pasargada, je v zadnjih letih zabeležen pravi naval arheoloških raziskovanj okolice pasargadskega kompleksa.  Leta 2007 so začeli novo restavriranje Kirove grobnice zaradi poškodb spodnjega dela, ki ga je povzročilo delovanje snega in dežja.  V zadnjih letih arheoloških raziskovanj so našli tudi grobnico Kirovega brata Kambiza II. in skoraj 270 m dolg kanal v pasargadskem vrtu. Poleg arheološkega pomena je Pasargad danes popularno turistično središče.

## Tehnologija
Novejše raziskave gradbene tehnologije v Pasargadu so pokazale, da so perzijski inženirji zgradili mesto, ki je lahko zdržalo močne potrese tudi do 7. stopnje po Rihterjevi lestvici. Temelji zgradb v Pasargadu so zgrajeni s tehnologijo izolirane baze temelja, ki se danes uporablja pri gradnji modernih občutljivih objektov kot so nuklearne elektrarne, zaradi zaščite pred seizmičnimi aktivnostmi. Pomemben prispevek h graditeljstvu prestavlja tudi uporaba konstruktivnih kovinskih sponk med kamnitimi bloki. Tak konstruktivni sestav, skupaj z izolirano bazo temelja, ustvarja pogoje za gradnjo mnogo večjih in višjih ter tanjših konstruktivnih elementov, ki so svoj vrhunec doživeli v Perzepolisu. Tam so bili stebri visoki celo 20 m, kar je najvišje glede na višino najtanjših stebrov antične dobe, razponi med stebri dimenzije 8,65 m so prav tako večji od katerekoli zgradbe te dobe. Velik prispevek perzijskih inženirjev je tudi na področju oskrbe z vodo s tako imenovanimi kanati, ki so jih skopali globoko v gore in z njimi dovajali in zagotavljali svežo vodo. Zahvaljujoč temu vodovodnemu sistemu in znanjem kontroliranja tlaka, so v pasargadskih vrtovih zgradili premočrtni kanal dolžine skoraj 1000 m vzdolž katerega so se svakih 16 m nahajale majhne fontane.

## Umetnost
Srce kompleksa v Pasargadu je trdnjava Tall-i-Takht (Prestolni grič), ki se nahaja na rahlo višjem delu mad okolico in tako gleda na okoliške »rajske« vrtove« z južne strani. Trdnjavo sestavljata dva manjša dela; rezidenčna palača in dvorana za sprejeme (Apadana), karakteristični za perzijsko arhitekturo. Apadana ali dvorana za sprejeme je sestavljena iz številnih stebrov s temelji iz črnega in belega apnenca in ima dostop z JV, kjer mora obiskovalec najprej skozi vrata in nato preiti most preko reke Pulvar. Lokacija in oblikovanje kompleksa dajejo vtis, da je podobno kot kompleks v Pasargadu oblikovana kasneje zgrajena atenska Akropola. Oblikovanje Kirove grobnice pripisujejo vplivu mezopotamskih ali elamskih ziguratov, sama notranjost pa ima obeležja Urartu grobnic iz zgodnejše dobe. Očitno ima Kirova grobnica popolnoma iste dimenzije kot grobnica Aliata II., očeta lidijskega kralja Kreza. Ne glede na to, da  nekateri zavračajo te podobnosti, je glede na Herodotove zapise Kir Veliki prizanesel Krezu po osvojitvi Lidije, in je Krez postal član perzijskega kraljevskega dvora. Glavni okras na grobnici je rozeta na timpanonu nad vrati. V kompleksu so našli številne reliefe, ki prikazujejo Kira Velikega in razne živali. Blizu stoji stražarnica, ki je znana po dekoraciji enega od podbojev (zdaj pod streho) na vratih. Ta edinstvena skulptura, 2,7 m visoka, predstavlja štirikrilatega duha z egipčansko krono in je najstarejša nepoškodovana achamenidska rezbarija kar so jih našli. 
Umetnost in arhitektura v Pasargadu predstavlja perzijsko mešanje različnih tradicij in združuje umetniške elemente Elama, Babilonije, Asirije, Egipta ter Anatolije. Pasargad smatrajo kot zibelko popularnih »perzijskih vrtov«, ki so vzor modernim parkom v zadnjih 2500 letih. Značilnost perzijskih vrtov je pravokotna oblika, simetrično razdeljena z ortogonalnimi glavnimi potmi na štiri dele; tako formirajo križ v notranjosti parka in tukaj se v bazenih in kanalih nahaja voda, poti pa so za ustvarjanje ugodne klime zasenčene z visokim rastlinjem. Pasargadski vrt ima ogromne dimenzije 2 x 3 km, kanali z vodo so se raztezali skoraj kilometer v dolžino in na vsakih 16 m je bila majhna fontana.

## Moderne polemike
Jez Sivand
Veliko skrb za usodo Pasargada so pokazali mnogi po tem, ko je bila najavljena izgradnja jezu Sivand, imenovana po bližnjem mestu Sivandu. Podrobna študija izgradnje jezu je trajala preko 10 let in Iranska organizacija za kulturno dediščino ni pokazala zaskrbljenosti zaradi možnosti poplav okoliških področij. Lokacija jezu med ruševinami Perzepolisa in Pasargada skrbi mnoge Irance in arheologe po celem svetu, a strokovnjaki, ki so sodelovali pri projektu trdijo, da bodo vnaprej utrjene obale novega jezera nižje od nivoja arheoloških nahajališč. Prav tako se strokovnjaki strinjajo, da mnoga arheološka nahajališča v Iranu predstavljajo problem pri projektiranju in gradnji umetnih jezer in jezov, po čemer je Iran v zadnjem času druga država na svetu za Kitajsko. Ne samo skrb zaradi možnih poplav, arheologe skrbi tudi povečanje vlažnosti zaradi umetnega jezera, a jih ministri energetike tolažijo, da se to lahko nadzoruje s kontroliranjem nivoja jezera.  Izgradnja jezu se je začela 19. aprila 2007.